# Stephanie Kwolek

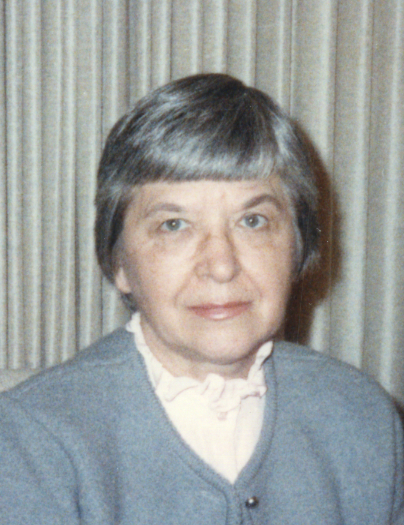
Stephanie Kwolek 1986

Stephanie Louise Kwolek (* 31. Juli 1923 in New Kensington, Pennsylvania; † 18. Juni 2014 in Wilmington, Delaware) war eine US-amerikanische Chemikerin. Sie hat die Kunstfaser Kevlar erfunden.

## Leben und Karriere
Ihre Eltern waren John Kwolek (1892–1934) und Aniela Nellie Zajdel Kwolek (1898–1969), die nach dem Tod ihres Mannes in einem Aluminium-Werk arbeitete.
Nachdem Kwolek 1946 ihren Chemieabschluss am Margaret Morrison Carnegie College der Carnegie Mellon University erlangt hatte, wollte sie eigentlich Medizin studieren und Ärztin werden. Um dies zu finanzieren, nahm sie eine Stelle bei DuPont an. Sie sollte dort nach synthetischen Fasern für die Reifenindustrie suchen. Dort entwickelte sie 1964 die Kunstfaser Kevlar (Aramid). In die Entwicklung praktischer Anwendungen für Kevlar war sie allerdings kaum eingebunden, und sie war auch nicht am wirtschaftlichen Erfolg der Faser beteiligt, da sie das Patent für Kevlar ihrem Arbeitgeber DuPont überschrieben hatte.
Beim Experimentieren mit aromatischen Polyamiden entdeckte sie 1965 deren flüssigkristalline Eigenschaften.

## Auszeichnungen
- 1980: ACS Award for Creative Invention
- 1995: Aufnahme in die National Inventors Hall of Fame
- 1996: Preisträgerin der National Medal of Technology and Innovation
- 1997: Preisträgerin der Perkin Medal